# Koryolink
Koryolink (en coreano: 고려 링크, estilizado como koryolink), una joint venture entre la empresa egipcia Orascom Telecom y la Corporación de Telecomunicaciones de Corea (KPTC), es la única operadora de telefonía móvil de Corea del Norte. De acuerdo con Orascom citado en Business Week, la compañía contaba con 125,661 suscriptores en mayo de 2010. En marzo de 2011, el número de suscriptores reportados por la compañía tenía más de cuatro veces a 535.133. La compañía egipcia posee el 75 por ciento de Koryolink, y se sabe que invertir en infraestructura para la tecnología móvil en los países en desarrollo. Cubre Pyongyang, cinco ciudades adicionales y ocho carreteras y vías férreas. Los números de teléfono en la red tienen el prefijo 850 (0) 192.

## Historia
Orascom se adjudicó la licencia para establecer una red móvil 3G en Corea del Norte en enero de 2008. Koryolink ha desplegado su red 3G para cubrir inicialmente Pyongyang, que tiene una población de más de 2 millones, con un ambicioso plan para ampliar su cobertura a todo el país. En el lanzamiento de la red en diciembre de 2008, la red contaba con 5.300 suscriptores. A partir de octubre de 2011, la red contaba con 800.000 abonados. Según un artículo del Wall Street Journal el 7 de enero de 2012, al final del tercer trimestre de 2011, la red había aumentado a 809.000 suscriptores. A partir del año 2013, la empresa comenzará desde el mes de marzo, a ofrecer servicios de acceso a internet inalámbrico a los extranjeros que visiten este país en modo 3G y desde sus terminales, finalizándose con la restricción al uso de aparatos móviles a los extranjeros turistas que viajasen a Corea del Norte, siendo asignado un número local para su servicio.